# チャンドラセカール・ラマン
サー・チャンドラシェーカル・ヴェンカタ・ラーマン（Sir Chandrasekhara Venkata Raman、（タミル語: சந்திரேசகர வெங்கட ராமன்、ヒンディー語: चंद्रशेखर वेंकट रामन）、1888年11月7日 - 1970年11月21日）はインドの物理学者。1930年のノーベル物理学賞受賞者。ラマン効果（ラマンスペクトル）の発見者である。

## 人物
タミル・ナードゥ州のティルッチラーッパッリ生まれ。アーンドラ・プラデーシュ州のヴィシャーカパトナムで育つ。マドラス管区大学で学び、1917年にコルカタ大学の教授となる。そこで、光学の研究を行った。インド本国で研究したインド人研究者としては初めてのノーベル賞受賞者であり、インド人としてもアジア人としても1913年にノーベル文学賞を受賞した詩人タゴールに次ぐ受賞者となった。
1924年に王立協会フェローに選出され、1934年にインド理科大学院の学長となった。
1957年にはレーニン平和賞を受賞する。

## 係累
1983年にノーベル物理学賞を受賞したスブラマニアン・チャンドラセカールの叔父にあたる。